# Hilda Habichayn
Hilda Habichayn (26 de febrero de 1934- 6 de mayo de 2021) fue una feminista, historiadora, socióloga, escritora, y profesora de la Universidad Nacional de Rosario, (provincia de Santa Fe, Argentina) y activista por la igualdad de género. Feminista de la tercera ola fundó en los años 1990 un instituto y una maestría de estudios sobre las mujeres.
Era hija de Jorge y de Thamine Habichayn, nacida en la localidad santafesina de Marcelino Escalada, en el Departamento San Justo.
En 1951, obtuvo su bachillerato en el Liceo Nacional de Santa Fe. En 1960, obtuvo la licenciatura en filosofía por la Universidad Nacional del Litoral. También completó el posgrado en sociología por la Facultad Latinoamericana de Ciencias Sociales (Flacso-Chile) y era master en Ciencias Sociales del Instituto Internacional de Estudios Sociales de La Haya, Países Bajos.
Creó en los años 1990 la primera Maestría Interdisciplinaria sobre la Problemática del Género en Latinoamérica (Facultad de  Humanidades y Artes, UNR), el primer Centro de Estudios Interdisciplinarios sobre las Mujeres (CEIM) y la Revista Zona Franca.

## Reconocimientos

### Muestra itinerante
En 2022 se inicia en el Invernadero del Museo de la Ciudad de Rosario, el recorrido de esta muestra itinerante que pone en valor su vida y compromiso.

## Algunas publicaciones

### Libros
- 2005. “Rescoldo bajo las cenizas: Las mil y una formas de exclusión y reclusión de las mujeres”, Editorial Laborde, Rosario, 2005.[7]</ref>Tania Diz. «Habichayn, Hilda. (2005). Rescoldos bajo las cenizas. Las mil y una formas de exclusión y reclusión de las mujeres. Rosario, Laborde Editor, 188 p.». Scielo Arg.</ref>

- 2005. Habichayn, H. y Totó, S. “Maternidad y Paternidad”. En “Los primeros años de vida. Perspectivas en Desarrollo Temprano”. Homo Sapiens. Rosario.

### Revistas
- La importancia de la estadística en la investigación sociológica. Revista Universidad 58 (1963): 31-52. Diciembre de 1963.

- Revista Zona Franca, Centro de Estudios Interdisciplinarios sobre las Mujeres, Facultad de Humanidades y Artes, Universidad Nacional de Rosario VII (8) diciembre de 1999. 
  - "La familia revisitada. Roles y significaciones, cambios y permanencias".
  - "Movimientos sociales contemporáneos".

#### Editora de revistas
En 1989, concibe la "Revista Zona Franca", especializada en editar artículos sobre problemáticas de género en la que han publicado decenas de autoras y autores especializados en estas problemáticas. Y aún se sigue editando.

### Artículos periodísticos
- 1999. "El peso de la maternidad", Rosario 12.